# 袁克定旧居
袁克定旧居是袁世凯长子、原中央文史馆馆员袁克定在天津的旧居，该建筑坐落于当时的天津德租界司艮德街（Seckendorff Straße）（今河西区台北路6号2号楼），建于1920年。目前为一般保护等级历史风貌建筑和天津市文物保护单位。该建筑原为中国共产党天津市河西区委员会办公楼。

## 建筑风格
袁克定旧居建于民国时期，外檐为水泥抹灰墙面，局部为清水砖墙，坡屋顶，平板瓦屋面。为德式建筑风格。